# Thanatus sibiricus
Thanatus sibiricus är en spindelart som beskrevs av Kulczynski 1901. Thanatus sibiricus ingår i släktet Thanatus och familjen snabblöparspindlar. Inga underarter finns listade i Catalogue of Life.